# Anne Loesch
Pour les articles homonymes, voir Loesch.
Anne Loesch, née le 11 mai 1941 à Alger et décédée le 15 mai 2025 à Chambourcy, est une écrivaine française.

## Biographie
Anne Loesch naît à Bab-el-Oued (Alger) le 11 mai 1941. Elle  effectue ses études primaires et secondaires dans sa ville natale, et elle intègre le Conservatoire de musique, où elle obtient un premier prix de piano en 1957. Entrée en hypokhâgne puis kâgne au lycée Bugeaud, elle est diplômée d'une licence de lettres classiques, mais interrompt ses études en 1960 à cause de la Guerre d'Algérie. Elle revient en France en 1962 avec ses parents, à Toulon puis à Paris. Elle obtient deux certificats de philosophie à la Sorbonne puis commence à publier ses romans.

## Prix et distinctions
- 1979 : 
  - Prix Anaïs-Ségalas pour Les couleurs d'Odessa[4].
  - Prix Claude Farrère pour Les couleurs d'Odessa

## Œuvres
- La Valise et le Cercueil, Paris, Éditions Plon, 1963, 271 p. (BNF 33081884)[5]
- Le tombeau de la chrétienne, Paris, Éditions Plon, 1965, 281 p. (BNF 33081882)[6]
- Mange ta soupe et joue ton piano, Paris, Éditions Bernard Grasset, 1967, 303 p. (BNF 33081880)[7]
- La Prochaine, Paris, Éditions Plon, 1968, 262 p. (BNF 33081881)
- Les Imbéciles en liberté..., Paris, Éditions Hachette, coll. « L’Humour contemporain », 1969, 221 p. (BNF 35210638)
- Une toute petite santé, Paris, Éditions du Seuil, coll. « Cadre rouge », 1969, 192 p. (BNF 33081883)[2]
- Les Adultes infantiles, Paris, Éditions Hachette, coll. « L’Humour contemporain », 1970, 223 p. (BNF 35210649)
- La Grande Fugue, Paris, Éditions du Seuil, coll. « Cadre rouge », 1973, 427 p. (BNF 35214195)
- Guide de la vie privée, avec Henri Dussaud, Paris, Éditions Hachette, 1973, 185 p. (BNF 35298971)
- La Bête à chagrin, Paris, Éditions Calmann-Lévy, 1975, 222 p.  (ISBN 2-7021-0063-5)[8]
- Le vent est un méchant, Paris, Éditions Calmann-Lévy, 1976, 215 p.  (ISBN 2-7021-0147-X)
- Les couleurs d’Odessa, Paris, Éditions Calmann-Lévy, 1979, 305 p.  (ISBN 2-7021-0299-9)
- Le Soleil derrière la vitre, Paris, Éditions Calmann-Lévy, 1982, 239 p.  (ISBN 2-7021-0444-4)
- Tout pour être heureuse, Paris, Éditions Mazarine, 1988, 283 p.  (ISBN 2-86374-286-8)